# Библиография Павла Бобровского

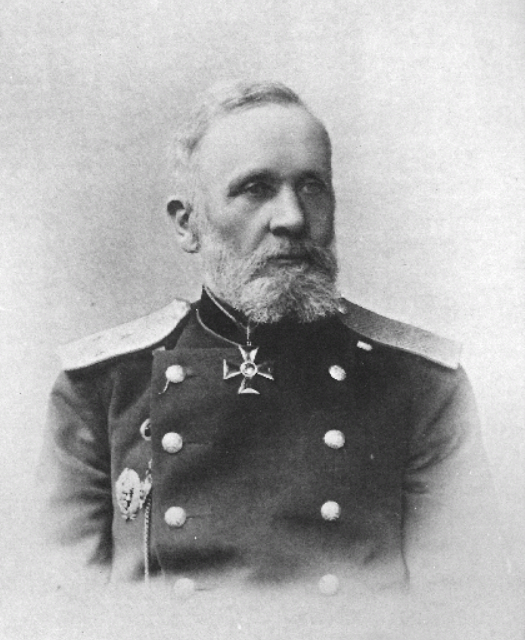
Сенатор, генерал от инфантерии П. О. Бобровский

Павел Осипович Бобровский (21 марта [2 апреля] 1832 — 3 [16] февраля 1905) — русский учёный, реформатор, офицер Генерального штаба и член Русского Географического общества. Автор ряда научных трудов в области истории, статистики, этнографии, географии, экономики, педагогики и военного права.
Статьи П. О. Бобровского публиковались в таких газетных и журнальных изданиях как «Журнал Министерства внутренних дел», «Журнал Министерства народного просвещения», «Виленский вестник», «Вестник Западной России», «Юридический вестник», «Русский вестник», «Русская старина», «Русский инвалид», «Военный сборник», «Педагогический сборник», «Славянские известия» и другие.

## Многотомные издания
| Год                                                                                            | Том                                                     | Часть (Вып.) | Издательство                                          | Стр. |
| ---------------------------------------------------------------------------------------------- | ------------------------------------------------------- | --- | ----------------------------------------------------- | ---- |
| Материалы для географии и статистики России, собранные офицерами Генерального штаба            |                                                         | |                                                       |      |
| 1863                                                                                           | Гродненская губерния                                    | Ч. 1. | СПб.: Тип. Деп. уделов                                | 906  |
| 1863                                                                                           | Гродненская губерния                                    | Ч. 1. Приложения | СПб.: Тип. Деп. уделов                                | 300  |
| 1863                                                                                           | Гродненская губерния                                    | Ч. 2. | СПб.: Тип. Деп. уделов ISBN 978-5-88507-270-0         | 1098 |
| 1863                                                                                           | Гродненская губерния                                    | Ч. 2. Приложения | СПб.: Тип. Деп. уделов ISBN 978-5-4241-9178-7         | 504  |
| Юнкерские училища                                                                              |                                                         | |                                                       |      |
| 1872                                                                                           | Т. 1. Историческое обозрение их развития и деятельности | Ч. 1. Развитие школ при войсках для образования армейских офицеров                                                                                    | СПб.: Изд. книг. Я. А. Исакова                        | 275  |
| 1872                                                                                           | Т. 1. Историческое обозрение их развития и деятельности | Ч. 2. Развитие учебного плана. Средства и способы обучения                                                                                            | СПб.: Изд. книг. Я. А. Исакова                        | 275  |
| 1873                                                                                           | Т. 2.                                                   | Ч. 3. Обучение и военное воспитание юнкеров | СПб.: Изд. книг. Я. А. Исакова                        | 685  |
| 1876                                                                                           | Т. 3. Условия благоустройства                           | Ч. 4. Экономическое положение училищ и достигаемые в них результаты по образованию для армии строевых офицеров из среды вольноопределяющихся          | СПб.: Тип. В. С. Балашева                             | 660  |
| 1876                                                                                           | Т. 3. Условия благоустройства                           | Ч. 5. Цель и значение военно-специальных школ, образующих офицеров и предполагаемые усовершенствования в учебно-воспитательном плане юнкерских училищ | СПб.: Тип. В. С. Балашева                             | 660  |
| Военное право в России при Петре Великом                                                       |                                                         | |                                                       |      |
| 1882                                                                                           | Т. 2.                                                   | Вып. 1. Введение. Манифест, присяга … | СПб.: Тип. В. С. Балашева                             | 298  |
| 1886                                                                                           | Т. 2.                                                   | Вып. 2. Переход России к регулярной армии. Характеристика военно-административных и военно-уголовных законов …                                        | СПб.: Тип. В. С. Балашева                             | 772  |
| 1898                                                                                           | Т. 2.                                                   | Вып. 3. Характеристика военного искусства и состояния дисциплины в войсках XVII и нач. XVIII столетия. Преступления против чести личной и родовой.    | СПб.: Тип. В. С. Балашева и К° ISBN 978-5-4241-6642-6 | 449  |
| История 13-го Лейб-Гренадерского Эриванского Его Величества полка за 250 лет                   |                                                         | |                                                       |      |
| 1892                                                                                           | Ч. 1.                                                   | — | СПб.: Тип. В. С. Балашева ISBN 978-5-458-04574-2      | 218  |
| 1892                                                                                           | Ч. 2.                                                   | — | СПб.: Тип. В. С. Балашева ISBN 978-5-458-04575-9      | 520  |
| 1893                                                                                           | Ч. 3.                                                   | — | СПб.: Тип. В. С. Балашева ISBN 978-5-458-25103-7      | 771  |
| 1895                                                                                           | Ч. 4.                                                   | — | СПб.: Тип. В. С. Балашева ISBN 978-5-458-25109-9      | 588  |
| 1895                                                                                           | Прилож. к 4 Ч.                                          | — | СПб.: Тип. В. С. Балашева ISBN 978-5-458-04578-0      | 441  |
| 1898                                                                                           | Ч. 5.                                                   | — | СПб.: Тип. В. С. Балашева ISBN 978-5-458-04579-7      | 449  |
| 1898                                                                                           | Прилож. к 5 Ч.                                          | — | СПб.: Тип. В. С. Балашева ISBN 978-5-458-04580-3      | 464  |
| История Лейб-гвардии Преображенского полка                                                     |                                                         | |                                                       |      |
| 1900                                                                                           | Т. 1.                                                   | — | СПб.: ЭЗГБ ISBN 978-5-458-04581-0                     | 408  |
| 1900                                                                                           | Прилож. к Т. 1.                                         | — | СПб.: ЭЗГБ ISBN 978-5-458-04582-7                     | 269  |
| 1904                                                                                           | Т. 2.                                                   | — | СПб.: ЭЗГБ                                            | 308  |
| 1904                                                                                           | Прилож. к Т. 2.                                         | — | СПб.: ЭЗГБ ISBN 978-5-458-04584-1                     | 252  |
| История Лейб-гвардии Уланского Её Величества Государыни Императрицы Александры Фёдоровны полка |                                                         | |                                                       |      |
| 1903                                                                                           | Т. 1.                                                   | — | СПб.: ЭЗГБ ISBN 978-5-458-25115-0                     | 435  |
| 1903                                                                                           | Прилож. к Т. 1.                                         | — | СПб.: ЭЗГБ ISBN 978-5-458-25116-7                     | 404  |
| 1903                                                                                           | Т. 2.                                                   | — | СПб.: ЭЗГБ                                            |      |
| 1903                                                                                           | Прилож. к Т. 2.                                         | — | СПб.: ЭЗГБ ISBN 978-5-458-25117-4                     | 424  |

## Книги и брошюры
| Год  | Название | Примечания                                                                                     | Издательство (ISBN)                                   | Стр. |
| ---- | --- | ---------------------------------------------------------------------------------------------- | ----------------------------------------------------- | ---- |
| 1860 | Законы движения народонаселения Гродненской губернии в 15-летний период | Рождаемость, браки, смертность, статистическое обозрение                                       | Гр.: Губернская Тип.                                  | 67   |
| 1861 | Исторические сведения о городах Гродненской губернии | Для Статистики губернии                                                                        | Гр.: Губернская Тип.                                  | 82   |
| 1864 | Можно-ли одно вероисповедание принять в основание племенного разграничения славян Западной России | По поводу «Этнографического атласа западно-русских губерний и соседних областей» Р. О. Эркерта | СПб.: Военная Тип. ISBN 978-5-458-12650-2             | 50   |
| 1867 | План учебной части в юнкерских училищах (Вып. 2) | Из журнала «Педагогический сборник»                                                            | СПб.: Тип. и лит. С. Степанова ISBN 978-5-458-06919-9 | 109  |
| 1876 | Постановления для вольноопределяющихся всех родов войск, а равно Правила для испытаний на производство в унтер-офицеры и офицеры, поступающих на службу нижних чинов по жеребью, казаков и охотников, пользующихся льготными правами по образованию, по «Уставу о воинской повинности 1874 г.», а для казаков по «Уставу о воинской повинности Донского казачьего войска 1875 г.» и «Временному положению о казаках 1876 г.» |                                                                                                | СПб.: Тип. В. С. Балашева                             | 212  |
| 1881 | Происхождение артикула воинского и изображения процессов Петра Великого по уставу воинскому в 1716 г. (2-е изд.) | Историческое исследование                                                                      | СПб.: Тип. В. С. Балашева ISBN 978-5-4241-6649-5      | 46   |
| 1881 | Старошведское военное право |                                                                                                | М.: Тип. Ген. штаба                                   | 460  |
| 1881 | Состояние военного права в Западной Европе в эпоху учреждения постоянных войск: XVI, XVII и нач. XVIII вв. |                                                                                                | СПб.: Тип. В. С. Балашева                             | 446  |
| 1881 | Развитие способов и средств для образования юристов военного и морского ведомств в России (период преобразований Петра Великого) | Историческое исследование                                                                      | СПб.: Тип. В. С. Балашева ISBN 978-5-4241-6651-8      | 189  |
| 1882 | Зачатки реформ в военно-уголовном законодательстве в России |                                                                                                | СПб.: Тип. Правит. сената ISBN 978-5-458-07639-5      | 34   |
| 1882 | Постоянные войска и состояние военного права в России в XVII столетии | По русским и иностранным памятникам                                                            | М.: Тип. А. И. Мамонтова и К° ISBN 978-5-458-12694-6  | 51   |
| 1882 | Пятьдесят лет специальной школы для образования военных законоведов в России |                                                                                                | СПб.: Тип. В. С. Балашева ISBN 978-5-458-09874-8      | 169  |
| 1885 | Переход России к регулярной армии | Исследования                                                                                   | СПб.: Тип. В. С. Балашева ISBN 978-5-518-01467-1      | 216  |
| 1885 | О всякой солдатской работе | К истории воен.-уголов. законодательства                                                       | СПб.: Тип. Правит. сената                             | 27   |
| 1885 | О смотрах в войсках | К истории воен.-уголов. законодательства                                                       | СПб.: Тип. Правит. сената ISBN 978-5-458-08627-1      | 24   |
| 1886 | Беседа начальника Военно-юридической академии о значении военных законов Петра Великого для устроенной им регулярной армии | В день 170 лет со времени подписания манифеста об Уставе воинском 1716 г.                      | СПб.: Тип. В. С. Балашева ISBN 978-5-458-15945-6      | 28   |
| 1886 | Уклонение от военной службы (по законам древнеримским, французским, германским, шведским а также и русским с XVII века) |                                                                                                | СПб.: Тип. Правит. сената ISBN 978-5-4241-6654-9      | 78   |
| 1886 | Объяснение по поводу статьи «Военная реформа Петра Великого» |                                                                                                | СПб.: Тип. В. С. Балашева                             | 6    |
| 1887 | Пётр Великий, как военный законодатель |                                                                                                | СПб.: Тип. Деп. уделов ISBN 978-5-518-05956-6         | 66   |
| 1887 | Вейде Адам Адамович, один из главных сотрудников Петра Великого, и его военный устав 1698 года | Историко-юридическое исследование                                                              | Казань: Тип. Импер. унив. ISBN 978-5-458-07637-1      | 36   |
| 1887 | Судьба Супрасльской рукописи, открытой М. К. Бобровским | Историко-библиографическое исследование                                                        | СПб.: Тип. В. С. Балашева                             | 76   |
| 1887 | Военные законы Петра Великого в рукописях и первопечатных изданиях | Историко-юридическое исследование                                                              | СПб.: Тип. В. С. Балашева ISBN 978-5-9989-6335-3      | 113  |
| 1888 | Военное право в России при Петре Великом |                                                                                                | СПб.: Тип. Импер. АН                                  | 9    |
| 1888 | Местничество и преступления против родовой чести в русском войске до Петра I |                                                                                                | СПб.: Тип. Деп. уделов                                | 31   |
| 1889 | Преступления против чести по русским законам до начала XVIII века | Историко-юридическое исследование                                                              | СПб.: Тип. Правит. сената ISBN 978-5-458-16047-6      | 153  |
| 1889 | Двадцатипятилетие юнкерских училищ. (20 сентября 1864 по 1889 г.) | Очерк                                                                                          | СПб.: Тип. Деп. уделов                                | 43   |
| 1889 | Подготовка реформ в русской греко-униатской церкви. 1803—1827 (ответ профессору М. Кояловичу) |                                                                                                | СПб.: Тип. Ф. Елеонского и К°                         | 44   |
| 1890 | Русская греко-униатская церковь в царствование императора Александра I | Историческое исследование по архивным документам                                               | СПб.: Тип. В. С. Балашева                             | 394  |
| 1890 | Ответ на критику М. О. Кояловича по поводу сочинения «Русская греко-униатская церковь в царствование императора Александра I» | Извлечено из «Журнала Министерства народного просвещения» (ноябрь 1890)                        | СПб.: Тип. В. С. Балашева ISBN 978-5-458-07638-8      | 30   |
| 1890 | Антоний Юрьевич Сосновский, старший соборный протоиерей, настоятель Свято-Николаевской церкви в Клещелях, один из триумвиров Брестского капитула | Историко-биографический очерк                                                                  | Влн.: Губернская Тип.                                 | 202  |
| 1890 | Упразднение Супрасльской греко-униатской епархии и восстановление Виленской митрополичьей епархии | По документам архива Священного Синода в делах греко-униатских                                 | Влн.: Губернская Тип.                                 | 58   |
| 1891 | Завоевание Ингрии Петром Великим 1701—1703 гг. |                                                                                                | СПб.: Тип. Деп. уделов ISBN 978-5-458-07686-9         | 31   |
| 1893 | Кубанский егерский корпус. 1786—1796 гг. | Историческое исследование                                                                      | СПб.: Тип. Глав. упр. уделов ISBN 978-5-458-48892-1   | 70   |
| 1895 | Значение Кавказской резервной гренадерской бригады 1816—1856 гг. | О совокупности действиях на поле сражения и в бою                                              | СПб.: Тип. ШВГ и Петербургского ВО                    | 25   |
| 1899 | Потешные и начало Преображенского полка | По официальным документам                                                                      | СПб.: Тип. Глав. упр. уделов ISBN 978-5-458-08442-0   | 66   |
| 1899 | Программа к истории Лейб-гвардии Уланского её Императорскаго Величества Государыни Императрицы Александры Феодоровны полка |                                                                                                | СПб.: Тип. А. Бенке ISBN 978-5-458-08739-1            | 42   |
| 1900 | К двухсотлетию учреждения регулярных войск в России (1699—1700 по 1899—1900) | По материалам для истории л.-гв. Преображенского полка                                         | СПб.: Тип. Глав. упр. уделов                          | 5    |
| 1901 | К биографии Антония Юрьевича Сосновского | Переписка в 1826, 1827 и 1828 гг.                                                              | Влн.: Губернская Тип.                                 | 40   |
| 1903 | Пётр Великий в устье Невы | К 200-летию основания Санкт-Петербурга                                                         | СПб.: Тип. Глав. упр. уделов ISBN 978-5-517-99876-7   | 28   |
| 1903 | Где находился Пётр Великий в день закладки крепости «Санкт-Петербург»? | В дополнение к ст. «Пётр Великий в устье Невы»                                                 | СПб.: Тип. А. С. Суворина                             | 19   |

## Статьи
| Год       | Статья | Издание                                        | Место | №        | Стр.      |
| --------- | --- | ---------------------------------------------- | ----- | -------- | --------- |
| 1860      | Историко-статистический очерк г. Гродно | Памятная книжка Гродненской губернии на 1860   | Гр.   |          | 1—30      |
| 1860      | Несколько слов о Зельвенской ярмарке | Виленский вестник                              | Вил.  | № 85—86  |           |
| 1861      | Друскеникские минеральные воды | Виленский вестник                              | Вил.  | № 67     | 661—662   |
| 1861      | Друскеникские минеральные воды | Виленский вестник                              | Вил.  | № 68     | 669       |
| 1861      | Друскеникские минеральные воды | Виленский вестник                              | Вил.  | № 69     | 667       |
| 1861      | Друскеникские минеральные воды | Виленский вестник                              | Вил.  | № 70     | 687       |
| 1861      | Друскеникские минеральные воды | Виленский вестник                              | Вил.  | № 71     | 695       |
| 1861      | Друскеникские минеральные воды | Виленский вестник                              | Вил.  | № 72     | 702       |
| 1861      | Друскеникские минеральные воды | Виленский вестник                              | Вил.  | № 73     | 715       |
| 1861      | Колония Супрасль | Журнал Министерства внутренних дел             | СПб.  | № 6      | 44—60     |
| 1861      | Рожаностоцкая римско-католическая церковь | Виленский вестник                              | Вил.  | № 45     | 445       |
| 1861      | По поводу возражений г. Ширяева на статью о Зельвенской ярмарке | Виленский вестник                              | Вил.  | № 16     | 137       |
| 1861      | По поводу возражений г. Ширяева на статью о Зельвенской ярмарке | Виленский вестник                              | Вил.  | № 59     | 579       |
| 1863      | Несколько слов по поводу статьи «Статистические труды Генерального штаба» | Русский инвалид                                | СПб.  | № 245    | 1035      |
| 1864      | Материалы для географии и статистики России, собранные офицерами Генерального штаба (Гродненская губерния) | Северная почта                                 | СПб.  | № 210    | 1—2       |
| 1864      | Материалы для географии и статистики России, собранные офицерами Генерального штаба (Гродненская губерния) | Северная почта                                 | СПб.  | № 211    | 1—3       |
| 1864      | Материалы для географии и статистики России, собранные офицерами Генерального штаба (Гродненская губерния) | Северная почта                                 | СПб.  | № 212    | 1—2       |
| 1864      | Материалы для географии и статистики России, собранные офицерами Генерального штаба (Гродненская губерния) | Северная почта                                 | СПб.  | № 243    | 1—3       |
| 1864      | Материалы для географии и статистики России, собранные офицерами Генерального штаба (Гродненская губерния) | Северная почта                                 | СПб.  | № 244    | 1—3       |
| 1864      | Можно ли одно вероисповедание принять в основу племенного разграничения славян Западной России (по поводу этнографического атласа Р. Ф. Эркерта)                                                                                                  | Русский инвалид                                | СПб.  | № 75     | 3—4       |
| 1864      | Можно ли одно вероисповедание принять в основу племенного разграничения славян Западной России (по поводу этнографического атласа Р. Ф. Эркерта)                                                                                                  | Русский инвалид                                | СПб.  | № 80     | 3—4       |
| 1864      | Опровержение известия о переходе в православие | Русский инвалид                                | СПб.  | № 26     | 4         |
| 1864      | Материалы для этнографии Царства Польского", составленные Генерального штаба подполковником Риттихом | Русский инвалид                                | СПб.  | № 257    | 3         |
| 1864      | Училище подпрапорщиков, бывшее в Воронеже с 1856 по 1863 | Военный сборник                                | СПб.  | № 7      | 153—188   |
| 1864      | Об учреждении юнкерских училищ | Военный сборник                                | СПб.  | № 11     | 91—144    |
| 1864      | Юнкерские училища в армии | Еженедельник-прибавление к «Русскому инвалиду» | СПб.  | № 31     |           |
| 1865      | Ответ г. Ковалевскому | День                                           | М.    | № 45—46  | 1101—1105 |
| 1866      | Город Слоним и примечательные места Слонимского уезда | Вестник Западной России (Т. 4)                 | Вил.  | № 12     | 161—179   |
| 1866      | План учебной части в юнкерских училищах | Педагогический сборник                         | СПб.  | № 9      | 649—671   |
| 1866      | План учебной части в юнкерских училищах | Педагогический сборник                         | СПб.  | № 11     | 831—858   |
| 1866      | Отчёт о состоянии юнкерских училищ | Педагогический сборник                         | СПб.  | № 9      | 447—487   |
| 1866      | Историческая монография города Гродно (Т. 3) | Вестник Западной России                        | Вил.  | № 7      | 28—43     |
| 1869      | Взгляд на юнкерские училища, их развитие и состояние со времени их учреждения (1864 г.) | Военный сборник                                | СПб.  | № 3      | 61—94     |
| 1870      | Взгляд на образование в юнкерских училищах | Военный сборник                                | СПб.  | № 3      | 57—70     |
| 1870      | Развитие способов для комплектования армии офицерами | Военный сборник                                | СПб.  | № 1      | 145—150   |
| 1870—1871 | Взгляд на грамотность и учебные команды (или полковые школы) в нашей армии | Военный Сборник                                | СПб.  |          |           |
| 1872      | Заметки о юнкерских училищах | Военный сборник                                | СПб.  | № 2—3    |           |
| 1872      | Юнкерские училища в 1870—1871 | Педагогический сборник                         | СПб.  | № 5—8    |           |
| 1872      | Выводы из восьмилетней деятельности юнкерских училищ | Русский инвалид                                | СПб.  | № 267    | 3         |
| 1872      | Выводы из восьмилетней деятельности юнкерских училищ | Русский инвалид                                | СПб.  | № 268    | 3—4       |
| 1872      | Выводы из восьмилетней деятельности юнкерских училищ | Русский инвалид                                | СПб.  | № 279    | 3         |
| 1872      | Выводы из восьмилетней деятельности юнкерских училищ | Русский инвалид                                | СПб.  | № 281    | 3         |
| 1872      | Выводы из восьмилетней деятельности юнкерских училищ | Русский инвалид                                | СПб.  | № 283    | 4         |
| 1874      | Десятилетие юнкерских училищ | Педагогический сборник                         | СПб.  | № 7      |           |
| 1874      | Заметки о способах занятий в ротных школах и учебных командах | Педагогический сборник                         | СПб.  | № 10—11  |           |
| 1875      | О книге для чтения, назначенной для преподавания грамоты в войсках | Педагогический сборник                         | СПб.  | № 4      |           |
| 1881      | Образование и комплектование унтер-офицеров в германской армии | Военный сборник                                | СПб.  | № 6      |           |
| 1883      | Военные суды и система наказаний за преступления военнослужащих во Франции | Юридический вестник                            | М.    | № 4      |           |
| 1887      | Воспоминания офицера о военных действиях на Дунае в 1853 и 1854 годах | Русский вестник (Т. 188)                       | М.    | № 4      | 565—599   |
| 1887      | Воспоминания офицера о военных действиях на Дунае в 1853 и 1854 годах | Русский вестник (Т. 188)                       | М.    | № 5      | 227—266   |
| 1887      | Воспоминания офицера о военных действиях на Дунае в 1853 и 1854 годах | Русский вестник (Т. 188)                       | М.    | № 6      | 715—779   |
| 1887      | К истории военно-учебной реформы Императора Александра II. 1856—1870 | Русская старина (Т. 54)                        | СПб.  | Вып. 4—6 | 345—366   |
| 1888      | Ещё заметка о Супрасльской рукописи (дополнение к статье «Судьба Супрасльской рукописи») | Журнал Министерства народного просвещения      | СПб.  | № 4      | 339—348   |
| 1888—1889 | Противодействие Базилианского ордена стремлению белого духовенства к реформам в Русской греко-униатской церкви: Исследование по документам архива греко-униатского департамента римско-католической коллегии и министерства народного просвещения | Литовские епархиальные ведомости               | Вил.  | № 49     | 422—426   |
| 1888—1889 | Противодействие Базилианского ордена стремлению белого духовенства к реформам в Русской греко-униатской церкви: Исследование по документам архива греко-униатского департамента римско-католической коллегии и министерства народного просвещения | Литовские епархиальные ведомости               | Вил.  | № 50     | 435—438   |
| 1888—1889 | Противодействие Базилианского ордена стремлению белого духовенства к реформам в Русской греко-униатской церкви: Исследование по документам архива греко-униатского департамента римско-католической коллегии и министерства народного просвещения | Литовские епархиальные ведомости               | Вил.  | № 52     | 456—459   |
| 1888—1889 | Противодействие Базилианского ордена стремлению белого духовенства к реформам в Русской греко-униатской церкви: Исследование по документам архива греко-униатского департамента римско-католической коллегии и министерства народного просвещения | Литовские епархиальные ведомости               | Вил.  | № 1-2    | 4—10      |
| 1888—1889 | Противодействие Базилианского ордена стремлению белого духовенства к реформам в Русской греко-униатской церкви: Исследование по документам архива греко-униатского департамента римско-католической коллегии и министерства народного просвещения | Литовские епархиальные ведомости               | Вил.  | № 3      | 22—24     |
| 1888—1889 | Противодействие Базилианского ордена стремлению белого духовенства к реформам в Русской греко-униатской церкви: Исследование по документам архива греко-униатского департамента римско-католической коллегии и министерства народного просвещения | Литовские епархиальные ведомости               | Вил.  | № 4-5    | 29—31     |
| 1888—1889 | Противодействие Базилианского ордена стремлению белого духовенства к реформам в Русской греко-униатской церкви: Исследование по документам архива греко-униатского департамента римско-католической коллегии и министерства народного просвещения | Литовские епархиальные ведомости               | Вил.  | № 6      | 42—44     |
| 1889      | Михаил Кириллович Бобровский. 1784—1848 | Русская старина (Т. 72—73)                     | СПб.  | Вып. 5   | 325—356   |
| 1889      | Михаил Кириллович Бобровский. 1784—1848 | Русская старина (Т. 72—73)                     | СПб.  | Вып. 8   | 599—622   |
| 1889      | Переписка учёного-слависта М. К. Бобровского с П. И. Кеппеном | Славянские известия                            | СПб.  | № 12     | 303       |
| 1889      | Переписка учёного-слависта М. К. Бобровского с П. И. Кеппеном | Славянские известия                            | СПб.  | № 14     | 353       |
| 1889      | Переписка учёного-слависта М. К. Бобровского с П. И. Кеппеном | Славянские известия                            | СПб.  | № 15     | 375       |
| 1889      | Учёное путешествие М. К. Бобровского по Европе и славянским землям. 1817—1822 (к биографии М. К. Бобровского) | Славянские известия                            | СПб.  | № 18     | 450—453   |
| 1889      | Учёное путешествие М. К. Бобровского по Европе и славянским землям. 1817—1822 (к биографии М. К. Бобровского) | Славянские известия                            | СПб.  | № 24     | 593—595   |
| 1890      | К биографии М. К. Бобровского | Журнал министерства народного просвещения      | СПб.  | № 11     | 217—245   |
| 1890      | Беседы о военных законах Петра I Великого | Военный сборник                                | СПб.  | № 1      | 5—28      |
| 1890      | Беседы о военных законах Петра I Великого | Военный сборник                                | СПб.  | № 2      | 209—222   |
| 1891      | К характеристике военного искусства и дисциплины в войнах XVII и в начале XVIII столетия | Военный сборник                                | СПб.  | № 10     | 177—197   |
| 1892      | Царь Пётр Алексеевич и военные школы четырёх первых регулярных полков в России. 1690—1699 гг. | Военный сборник                                | СПб.  | № 6      | 272—306   |
| 1893      | Кубанский Егерский корпус | Военный сборник                                | СПб.  | № 1      | 5—34      |
| 1893      | Кубанский Егерский корпус | Военный сборник                                | СПб.  | № 2      | 189—225   |